# Santa Fe de Mondújar
Santa Fe de Mondújar er en by og kommune i det sydøstlige Spanien i provinsen Almería. Den har et indbyggertal på 494 (2024) indbyggere.